# Eoophyla simplex
Eoophyla simplex là một loài bướm đêm trong họ Crambidae.